# 쓰노시마 대교

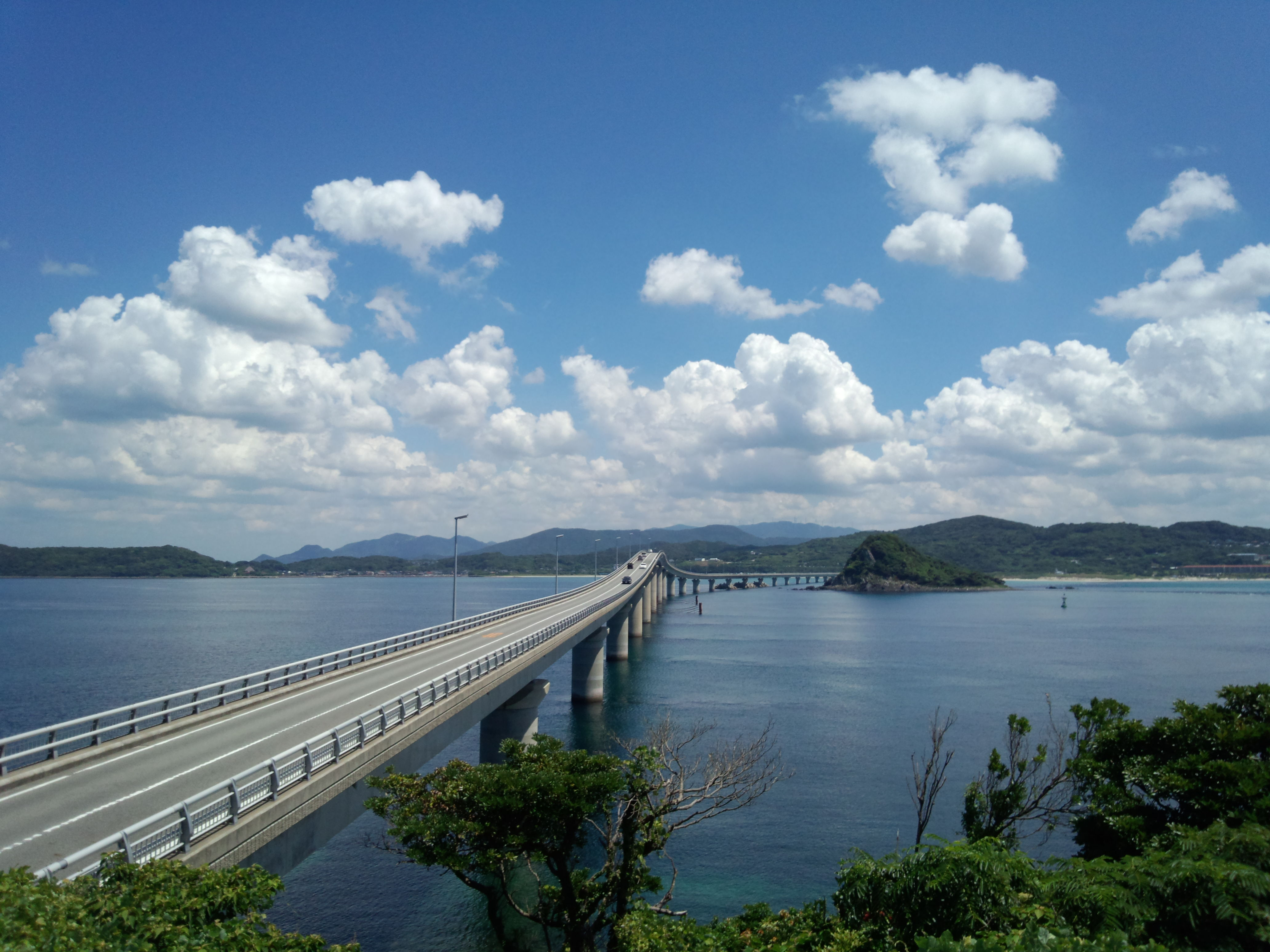
쓰노시마에서 바라본 쓰노시마 대교

쓰노시마 대교는 일본 야마구치현에 위치한 다리다. 쓰노시마 섬과 일본 본토를 잇는 1,780m(5,840ft)의 길이의 다리로 일본에서 두 번째로 긴 다리다.
쓰노시마 대교는 동해의 아마가세토 해협을 건너 쓰노시마 섬과 시모노세키 호호쿠의 본토를 연결한다. 길이가 1,780m(5,840피트)로 아카시 해협 대교 다음으로 일본에서 두 번째로 긴 다리다.
쓰노시마 대교는 독특한 곡선 형태로 유명하다. 다리는 본토에서 뻗어나가면서 직선으로 진행하다가 해협에 위치한 무인도인 하토시마를 지나갈 때 구부러진다. 쓰노시마 대교는 기타나가토 해안 국정공원의 경계에 위치하여 하토시마 섬을 통과하지 못하기 때문에 의도적으로 곡선을 그리며 자연환경을 보존했다. 다리의 높이는 또한 주변 지역의 경관을 보존하기 위해 제한되었다.

## 역사
쓰노시마 대교가 건설되기 전, 쓰노시마와 본토는 매일 7회 왕복 3회를 만드는 여객선 (연락선)으로 연결되어 있었다. 여객선은 특히 겨울에 궂은 날씨로 인해 자주 지연되고, 취소되었다.
1983년에는 대략 100여명의 섬 주민들이 다리 건설을 주장하고 옹호하는 단체를 만들었다.
쓰노시마 대교 건설은 1993년 9월에 149억 옌의 총사업비로 착공되었다. 쓰노시마 대교는 2000년 11월 3일에 개통되었다.
2003년에 쓰노시마 대교는 환경을 파괴하지 않는 환경 친화적인 설계로 일본토목공학회 우수상을 받았다.

### 연혁
- 1991년
  - 4월 - 시나 촌도 보조 사업으로 쓰노시마 대교 사업 채택.
  - 7월 6일 - 일본 해상부 지질 조사 착수.
- 1992년
  - 4월 - 쓰노시마 대교 교량 정비 사업에 이관.
  - 7월 2일 - 가교 계획 발표.
- 1993년
  - 9월 6일 - 쓰노시마 대교 건설 착공.
- 2000년
  - 11월 3일 - 쓰노시마 대교 개통.
- 2003년 - 일본 토목 학회 상 우수상 수상.
- 2015년 - 여행 사이트 "트립 어드바이저"의 "입소문으로 선택하는 일본의 다리 랭킹"에서 1위에 선출 .[7]

## 관광 사업
쓰노시마 대교로 쓰노시마 섬의 교통이 편리해져 관광산업에 크게 기여를 하는 한편, 쓰노시마 대교는 차례로 펼쳐지는 파노라마 뷰와 열대 해변 해수욕장이 가깝다는 면에서, 대중의 인기가 있는 관광지이다.

## 갤러리

角島大橋（本土側より望む）角島大橋（本土側より望む）
角島大橋（角島側より望む）角島大橋（角島側より望む）
角島大橋の夕景（本土側より望む）角島大橋の夕景（本土側より望む）
角島大橋の上から角島大橋の上から
角島大橋（角島側より望む）角島大橋（角島側より望む）
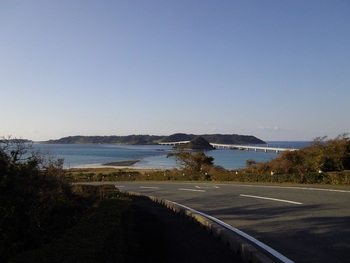
隣接するホテルに通じる側道から大橋と角島を臨む
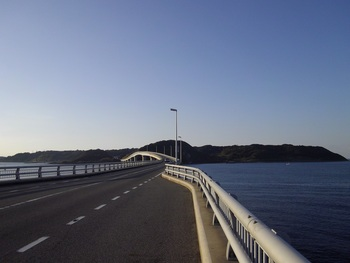
復路、振り返って大橋側を臨む
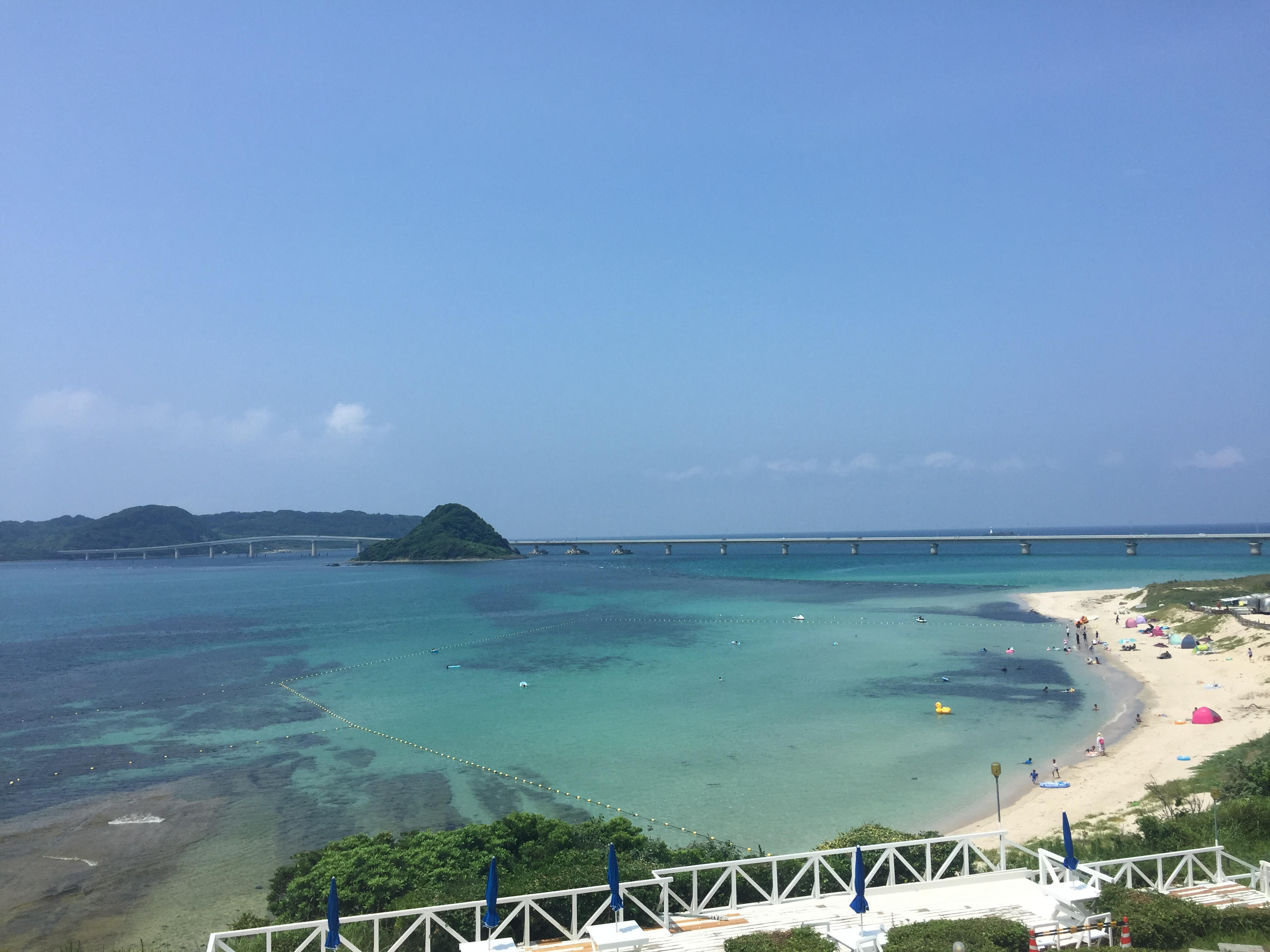
角島と角島大橋